# St. Laurentii (Süderende)

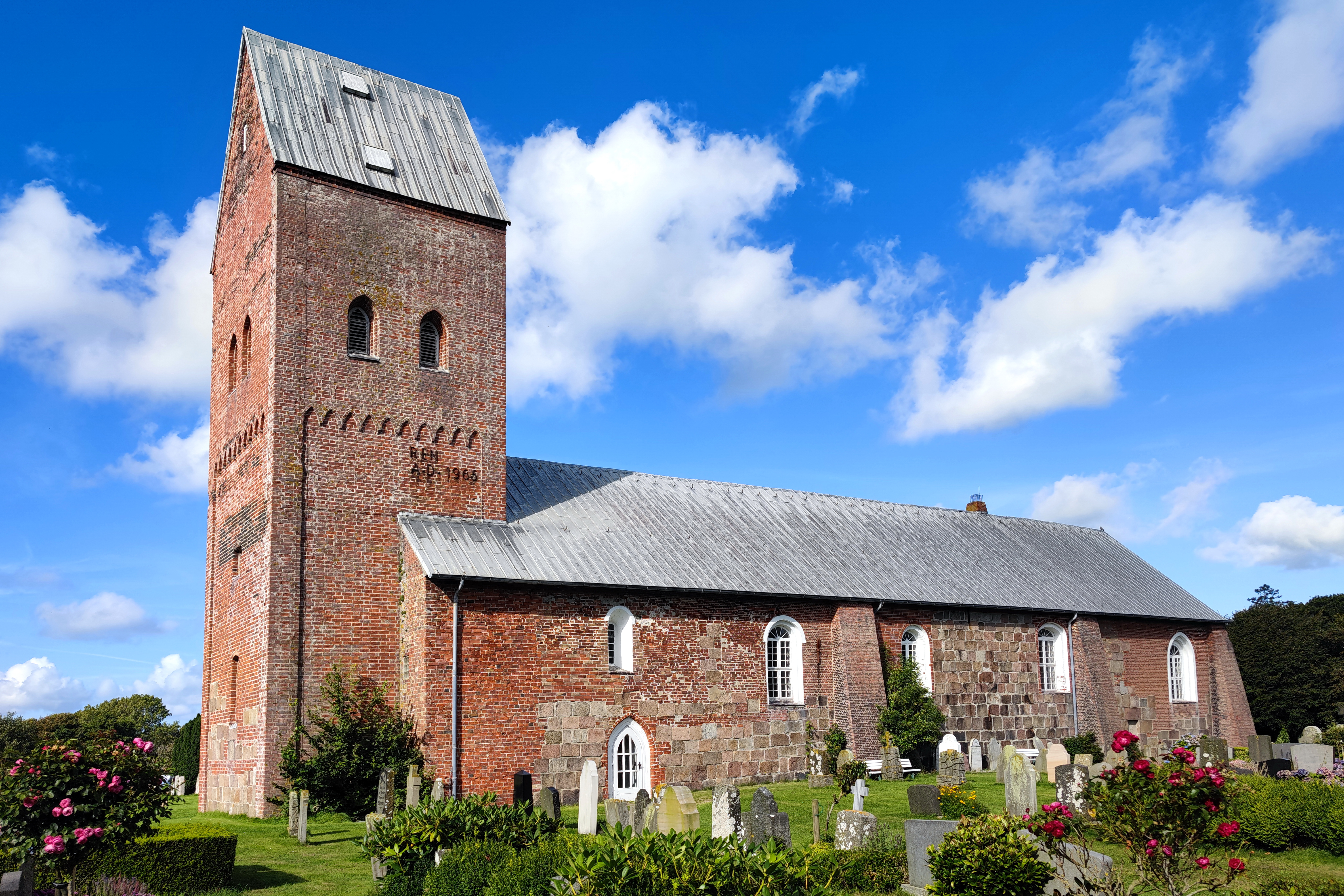
Blick auf die Südseite und den westlich angebauten Kirchturm. Die Bleidächer, welche die Kirche möglicherweise schon im Mittelalter bedeckten, konnten in den letzten Jahrzehnten wiederhergestellt werden.

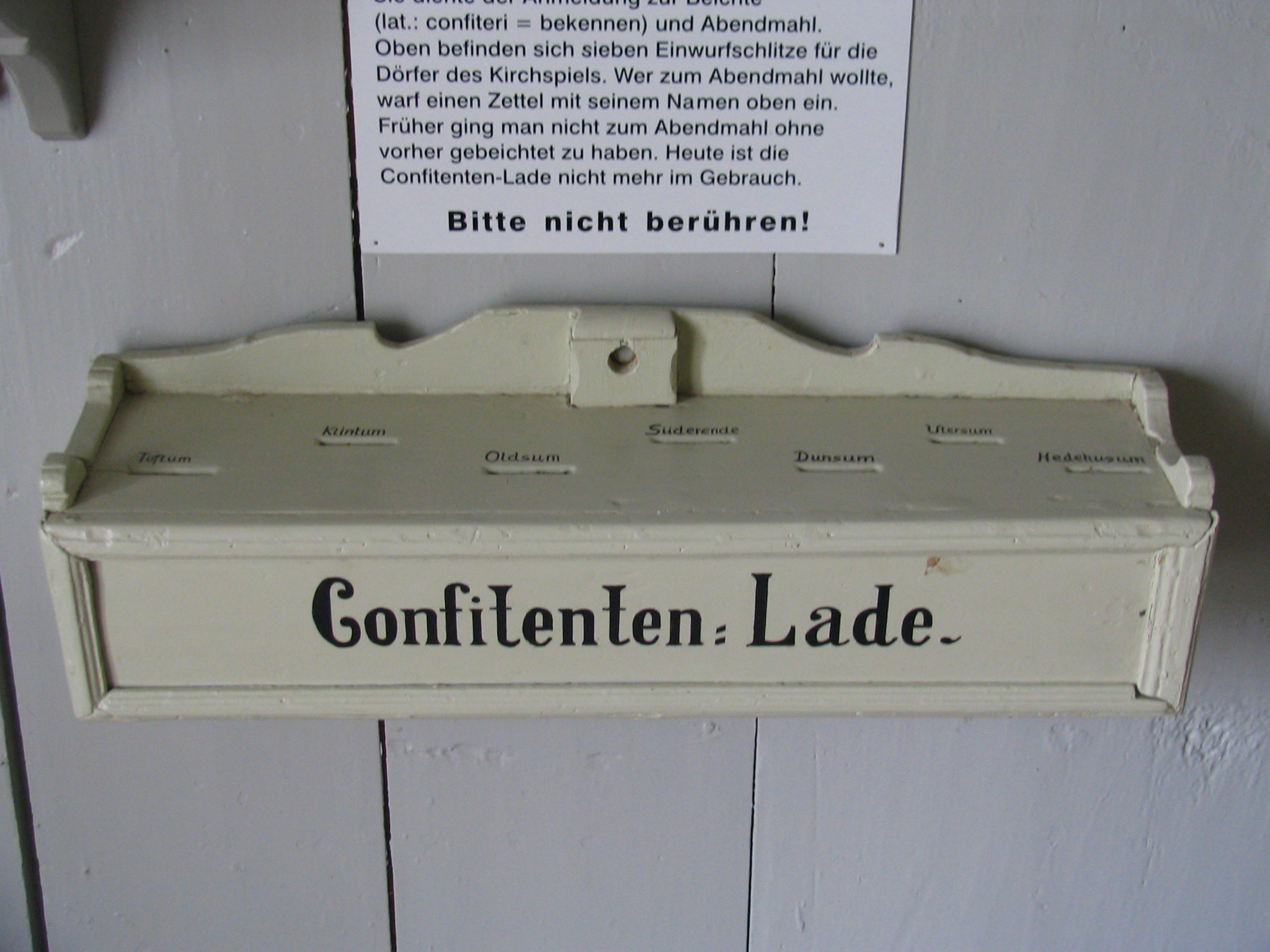
Die Confitentenlade für die Dörfer des Kirchspiels, im Vorraum von St. Laurentii

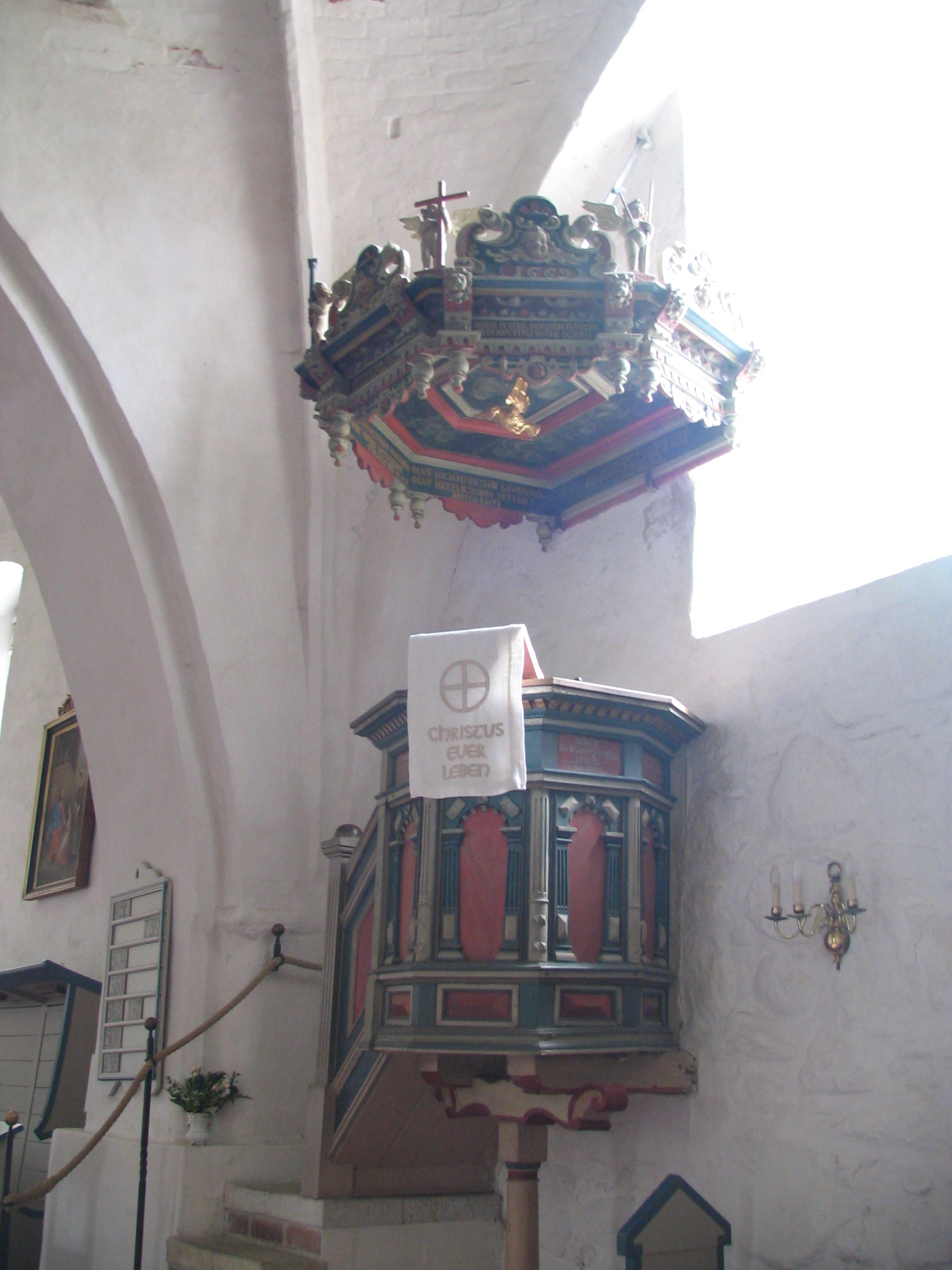
Kanzel auf der rechten Seite des Kirchenschiffs aus dem 17. Jahrhundert

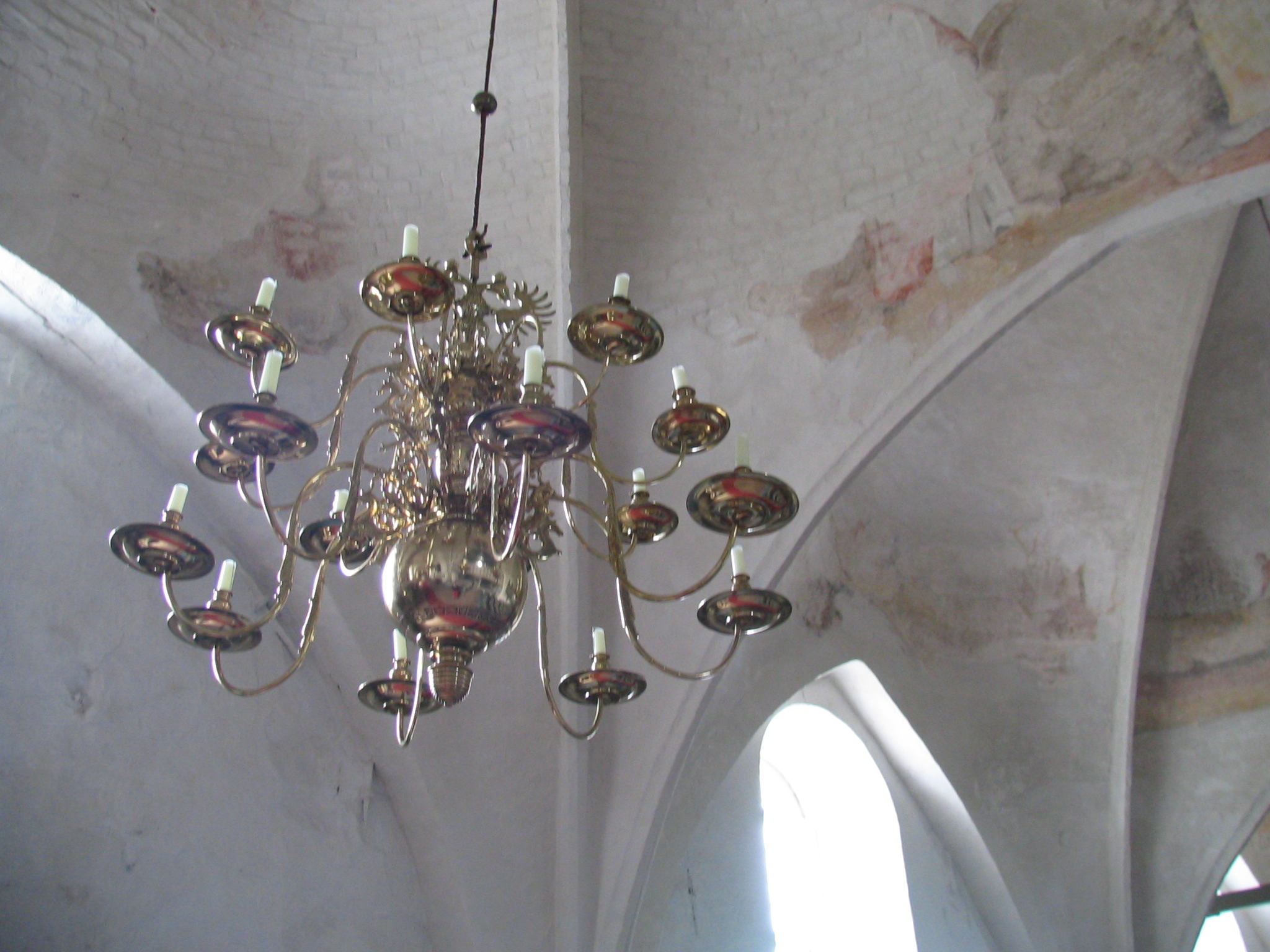
Der mittlere Kronleuchter aus dem Jahre 1702

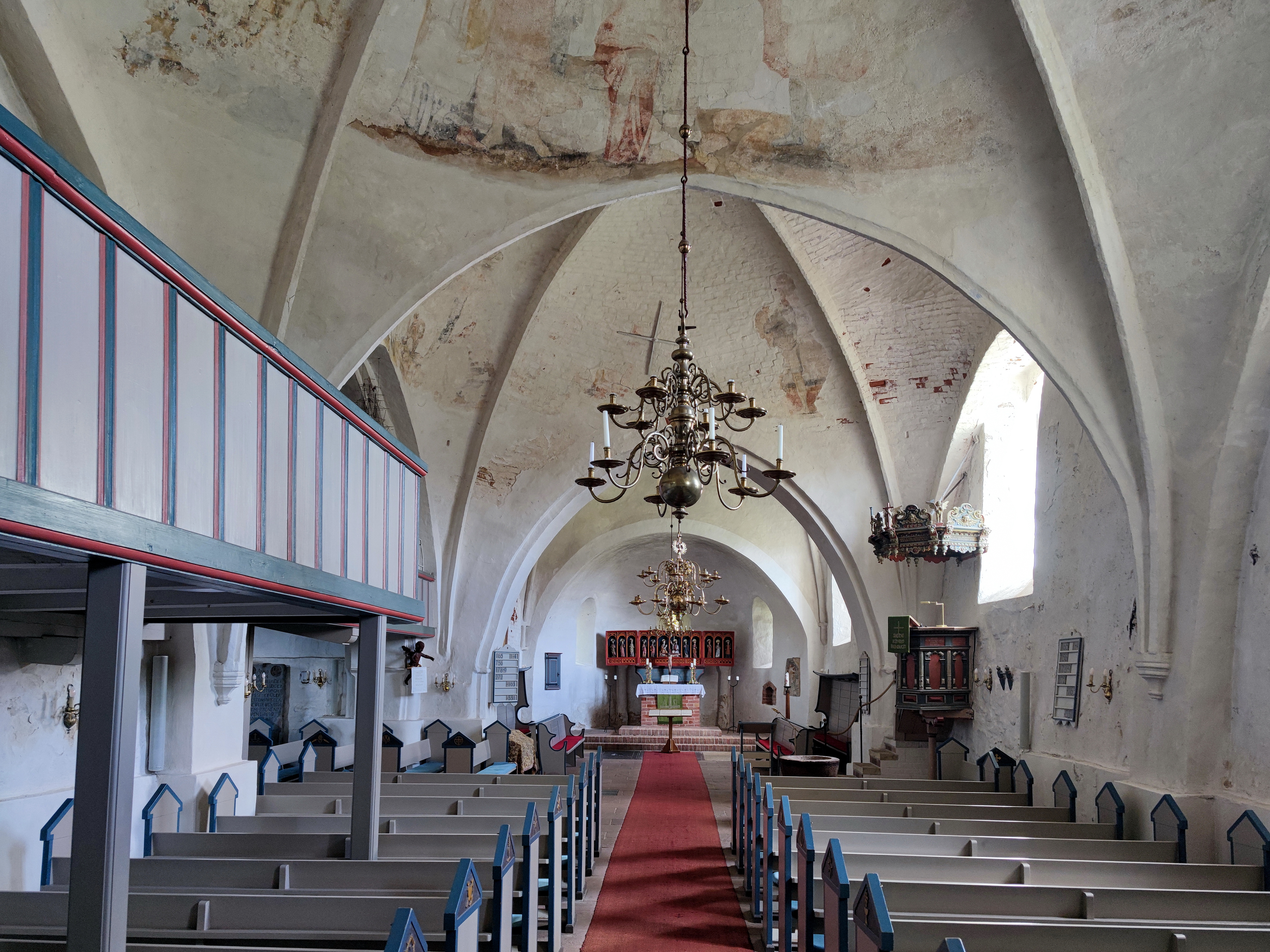
Der mittelalterliche Altar mit dem hölzernen Kruzifix in St. Laurentii

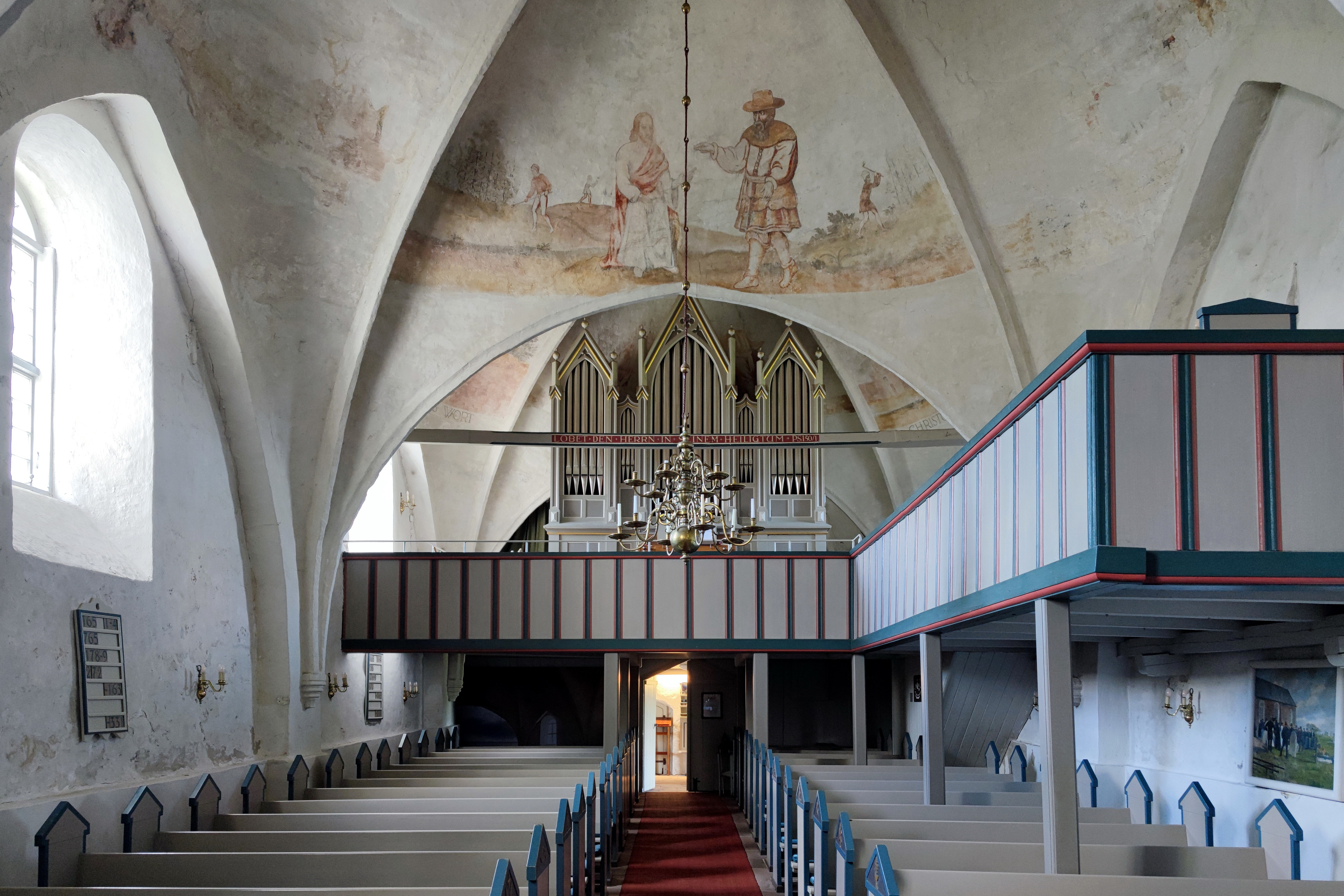
Blick auf die Deckenmalereien und die Orgel

St. Laurentii ist eine evangelisch-lutherische Pfarrkirche in der amtsangehörigen Gemeinde Süderende (friesisch: Söleraanj) auf der nordfriesischen Insel Föhr.

## Lage
Die Kirche befindet sich im Westerland der Insel Föhr, südlich von Süderende in Richtung Hedehusum. Sie liegt inmitten eines Kirchfriedhofs, auf dem die Toten der sieben umliegenden Dörfer ihre Ruhestätte finden. Der die ebene Landschaft überragende Turm ist mit einem Satteldach gekrönt.

## Namenspatron
Die Kirche war in der vorreformatorischen Zeit dem Heiligen Laurentius geweiht worden, der Diakon in Rom war und als Schutzpatron der Armen und zur Abwehr von Feuersgefahr galt. Auch nach Einführung der Reformation auf Föhr, die im Jahre 1530 abgeschlossen war, wurde keine Umbenennung vorgenommen, obwohl die evangelische Konfession die Heiligenverehrung im Umfang der vorreformatorischen Kirche nicht kennt.

## Geschichte
Erstmals urkundlich erwähnt wurde St. Laurentii in einem Kirchenverzeichnis aus dem Jahre 1240. Das Bauwerk wurde in den Jahrhunderten des Bestehens mehrmals erweitert. Ursprünglich entstand jedoch bereits gegen Ende des 12. Jahrhunderts ein romanischer Feldsteinbau aus Granitlesesteinen, von dem Teile des Mauerwerks übrig blieben. Das damalige Kirchengebäude bestand aus einem rechteckigen Kirchenschiff ohne Turm. Es hatte die Höhe und Breite und etwa ein Drittel der Länge des heutigen Langhauses. Im Osten schlossen sich vermutlich ein quadratischer oder rechteckiger Chor und eine Halbkreisapsis an. Der Erstbau von St. Laurentii war eine der auf der kimbrischen Halbinsel verbreiteten romanischen Granitquaderkirchen. Wahrscheinlich wurde sie als einziges nordfriesisches Beispiel bis zur Dachtraufe in Granit ausgeführt. Ähnliche Kirchen wurden zwar größtenteils als Granitquaderbau begonnen, dann aber aus Ziegel oder Tuff vollendet. Die flache Balkendecke überspannte das gesamte Langhaus.
In der ersten Hälfte des 13. Jahrhunderts erfolgte eine umfangreiche Erweiterung der Kirche. Zu der Zeit begann auch in Nordfriesland der Backsteinbau die Feldsteinbauweise abzulösen. Die Westwand St. Laurentiis wurde entfernt, um das Bauwerk später um zirka neun Meter zu verlängern. Die Granitquader der Wand wurden beim Bau der hauptsächlich aus Backstein bestehenden Erweiterung weiter verwendet. Die in die neuen Mauern eingebauten Fenster weisen bereits eine leichte Zuspitzung auf, ein Merkmal der Spätromanik.
Gleichzeitig mit der Westerweiterung oder unmittelbar danach erhielt die Kirche im Osten eine neue größere Choranlage und eine veränderte Apsis, deren Grundriss nicht mehr die romanische Halbkreisform, sondern ein Vieleck aus drei Seiten des Sechsecks zeigt. Die Fenster entsprechen denen der Westverlängerung. An der Südseite des Chores ist eine zugemauerte Priesterpforte sichtbar, die die Kirche mit einem reetgedeckten Vorhaus verband, welches sich bis zur Vermauerung der Tür im Jahre 1844 südlich an die Kirche anschloss.
Noch im 13. Jahrhundert wurde eine zweite Erweiterung des Gebäudes vorgenommen. Statt eines vollständigen Querschiffs wie bei der St. Johanniskirche in Nieblum wurde nach der Neugestaltung des Chors ein quadratisches Norderquerhaus errichtet. Die Fenster des erweiterten Altarraumes sind in gotischer Weise deutlich zugespitzt. Wie bei der Westerweiterung und der Erneuerung der Apsis wurden auch bei der Norderweiterung die übrigen alten Granitquader verwendet. Zur Errichtung des Norderquerhauses und der spätgotischen Sakristei bediente man sich des Weiteren an den Mauerresten der ersten Apsis.
Zwar war im 13. Jahrhundert bereits die heutige Größe des Kirchenschiffs erreicht, es fehlte jedoch weiterhin ein massiver Turm. Der Turmbau an St. Laurentii erfolgte erst im Laufe des 15. Jahrhunderts in einer spätgotischen Bauperiode. Die Erweiterung umfasste auch den Einbau von Gewölben im Langhaus, neuer Fenster und den Anbau der Sakristei.
Das Nordseeklima bewirkte über die Jahrhunderte, dass alle drei historischen Kirchen auf Föhr ihre ursprüngliche Außenschale bis auf wenige Reste an den Nordseiten fast völlig verloren. Eine 1771 mit kleinformatigen Ziegeln durchgeführte Verblendung war 1964 so schadhaft, dass die Außenschale der West-, Süd- und Ostseite erneuert werden musste. Dazu wurden maschinell gefertigte Ziegel verwendet.
Die drei Bronzeglocken St. Laurentiis befinden sich im obersten Bereich des Turmes. Die älteste wurde 1753 in Hamburg gegossen und 1869 von Gustav R. Häuflich in Husum umgegossen. Die beiden kleineren der Gießerei Rincker in Sinn kamen 1965 und 1966 hinzu.

## Innere Gestaltung und Ausstattung

### Vorraum
Das barocke Marmortaufbecken ließ Kapitän Rörd Früdden aus Klintum 1752 in der italienischen Hafenstadt Livorno von einem Steinmetz herstellen und stiftete es der St. Laurentiikirche. Die zwiebelförmige Kuppa ruht auf einem profilierten Schaft, dessen Mitte ein umgekehrter Pyramidenstumpf mit der Inschrift R. F. 1752 einnimmt.
Die Confitentenlade, wohl aus dem 18. Jahrhundert, befindet sich neben der Tür zum Kirchenschiff. Die Gemeindemitglieder der sieben Dörfer des Kirchspiels steckten in den jedem Dorf zugewiesenen Schlitz im Deckel des einfachen weiß lackierten Klappkastens den nach früherer Gottesdienstsitte erforderlichen Zettel mit der Anmeldung zum Abendmahl.

### Schiff
Die Kanzel wurde wahrscheinlich zu Anfang des 17. Jahrhunderts in einfachen Spätrenaissanceformen in der gleichen unbekannten Werkstatt geschaffen, die 1623 die Kanzel der St. Clemenskirche in Nebel auf Amrum fertigte. Der Schalldeckel wurde wohl erst in der zweiten Hälfte des 17. Jahrhunderts hinzugefügt. Ihre heutige, 1952 erneuerte farbige Fassung erhielt die Kanzel 1671.
Die barocken Kalkmalereien eines unbekannten Künstlers, die seit etwa 1670 alle Deckengewölbe zierten, waren lange Zeit überstrichen. Sie wurden im Zuge der Innenrenovierung 1954 freigelegt und in den Jahren 1955 und 1956 durch den Kirchenmaler Franz Dubbick restauriert und sehr weitgehend ergänzt und übermalt. Barockes Original ist heute nur noch die Gestalt des Henkers aus der Schilderung der Enthauptung Johannes des Täufers über der Orgel. Die wesentlich schlechter erhaltenen Malereien auf den beiden östlichen Langhausgewölben restaurierte dann der Hamburger Restaurator Neubert 1957/1958. Der hohe Salzgehalt und die auch durch die Kirchenheizung bedingten Schwankungen der relativen Luftfeuchtigkeit im Kirchenraum führten in den 1960er- bis 1980er-Jahren zu Beschädigungen. Daher wurde St. Laurentii in ein Forschungsprogramm des Deutschen Zentrums für Handwerk und Denkmalpflege in Fulda aufgenommen. Die Ergebnisse der Untersuchungen führten zu einer erneuten behutsameren Restaurierung durch den Hamburger Restaurator Christian Leonhardt von 1997 bis 2000.
Drei barocke Kronleuchter aus Messing zieren die Gewölbejoche über dem Langhaus und dem Chor. Den mittleren mit Pferdeköpfen an den Lichtarmen stiftete Peter Petersen 1702. Die beiden äußeren von 1677 sind Geschenke des Walfängerkommandeurs Matthias Petersen und seines Bruders John.

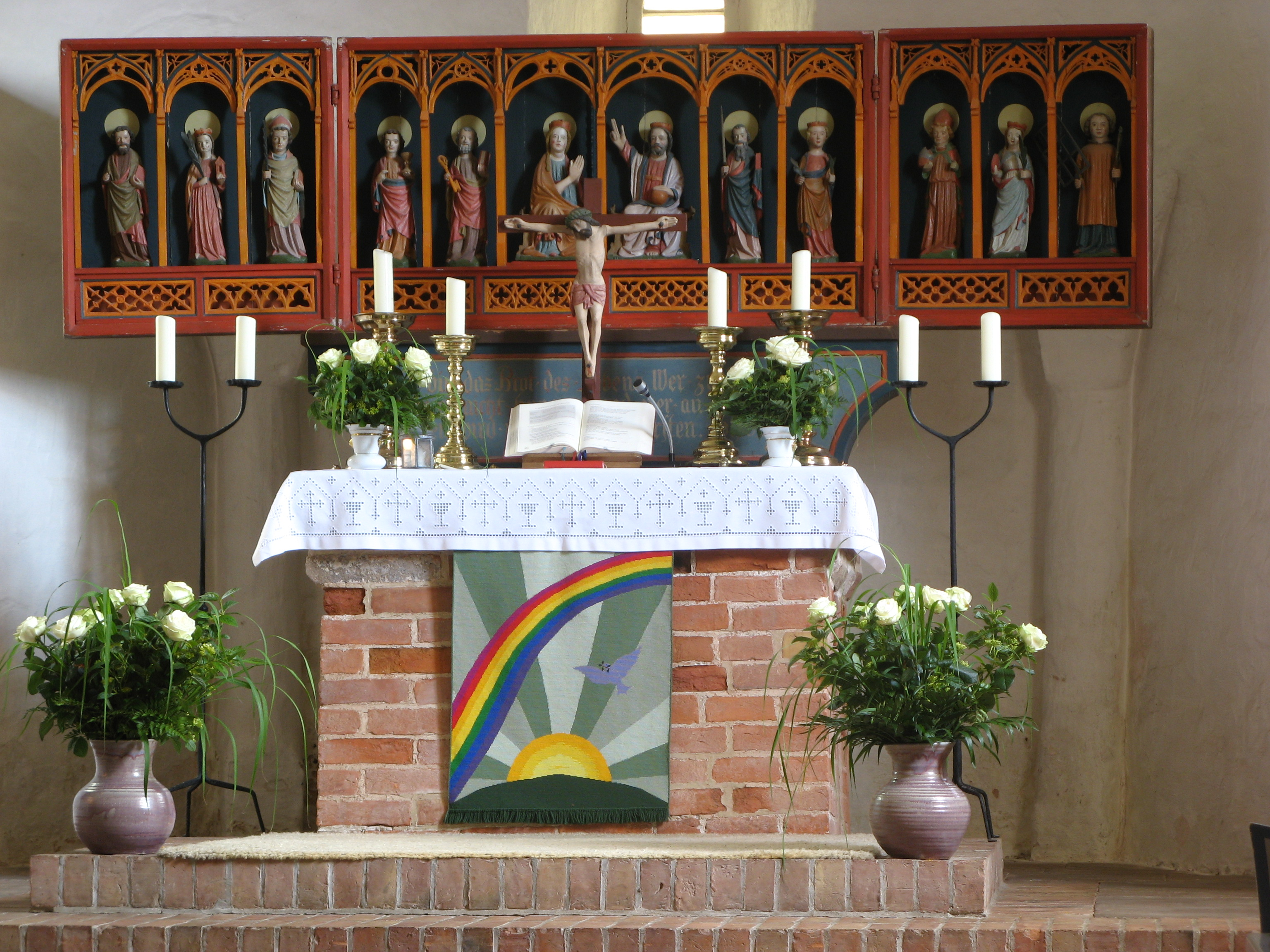
Altar der Kirche St. Laurentii

Aufbau des Altars der Kirche St. Laurentii

Der mittelalterliche gemauerte Altar mit geflügeltem Retabel steht vor der Apsis. Die eingebauten geschnitzten Figuren können stilistisch in das dritte Viertel des 15. Jahrhunderts datiert werden. Auf dem Altar stehen zwei Leuchterpaare, von dem das ältere noch aus der späten Gotik um 1500 stammt. Die beiden jüngeren barocken Leuchter wurden 1680 von Janes Petersen gestiftet. Zwischen den Leuchtern steht heute ein spätgotisches Kruzifix, wohl aus dem Ende des 15. Jahrhunderts.
Das romanische Granittaufbecken aus der Granitquaderkirche des späten 12. Jahrhunderts ist das älteste Ausstattungsstück. Es wurde lange Zeit, so wie heute das Marmortaufbecken, im Vorraum aufbewahrt. Das italienische Marmortaufbecken wurde in den 1950er-Jahren an seinen heutigen Platz gestellt, in der Absicht dem Altarraum wieder seine mittelalterliche Erscheinung zu geben. Im Zuge dieser Umgestaltung wurden auch die barocken Elemente vom Altar entfernt.
Die Orgel mit ihrem dreiteiligen neugotischen Prospekt wurde 1887 bis 1890 von der in ganz Schleswig-Holstein mit zahlreichen Werken vertretenen Werkstatt Marcussen in Aabenraa gebaut. Sie verlor ihren ursprünglichen Klang durch eingreifende Umbauten und Erweiterungen in den Jahren 1948 und 1962. Orgelbaumeister G. Christian Lobback renovierte die Orgel von 1989 bis 1990.

## Friedhof
Der Friedhof dehnt sich über die Bereiche nördlich, östlich und südlich des Kirchengebäudes aus. Wie auch auf den Friedhöfen der beiden anderen historischen Kirchen Föhrs, St. Nicolai in Wyk-Boldixum und St. Johannis in Nieblum, stehen auf dem St.-Laurentii-Friedhof mehrere „Sprechende Grabsteine“. Diese sind mit einer Zusammenfassung der Biografie der oder des Beigesetzten versehen.
Eine besondere Ikonographie-Tradition hat sich im floralen Motiv erhalten: der Mann und die Söhne der Familie sind auf dem Grabstein linkerhand in Tulpen-ähnlichen Blumen aufgeführt, die Frau und die Töchter rechterhand in Form von vierblütigen Blumen. Eine geknickte Blume weist darauf hin, dass die betreffende Person zum Zeitpunkt der Entstehung des Grabsteins bereits verstorben war. Die Häufigkeit dieser Symbolik zeugt von einer hohen Kindersterblichkeit.
Zu den bekannteren Persönlichkeiten mit Grabstein gehört Matthias Petersen, der der Kirche zwei Kronleuchter stiftete. Einziger Bildschmuck des Steins ist ein rundes Relief, das wappenartig die Glücksgöttin Fortuna über einem schwimmenden Wal zeigt. Die – als einzige auf dem Friedhof – lateinische Inschrift berichtet von dem Erfolg des 1706 Verstorbenen, 373 Wale in fünf Jahrzehnten erlegt zu haben.
Der Grabstein der im Jahre 1736 mit 86 Jahren, davon 51 Jahre als Witwe, verstorbenen Elen Flor steht am Nordausgang des Friedhofs. Die eigenständige Frau war so bedeutsam geworden, dass sie zur Kirchenjuratin berufen wurde, was in der damaligen Gesellschaft absolute Ausnahme war. Die mit Akanthusschmuck verzierte Stele zeigt im abschließenden Rundrelief die Verstorbene vor dem thronenden Christus zwischen Moses, Tod und Teufel mit dem Spruch: „Was kann Gesetz, Tod, Teufel schaden, Jesus nimmt mich an in Gnaden“.

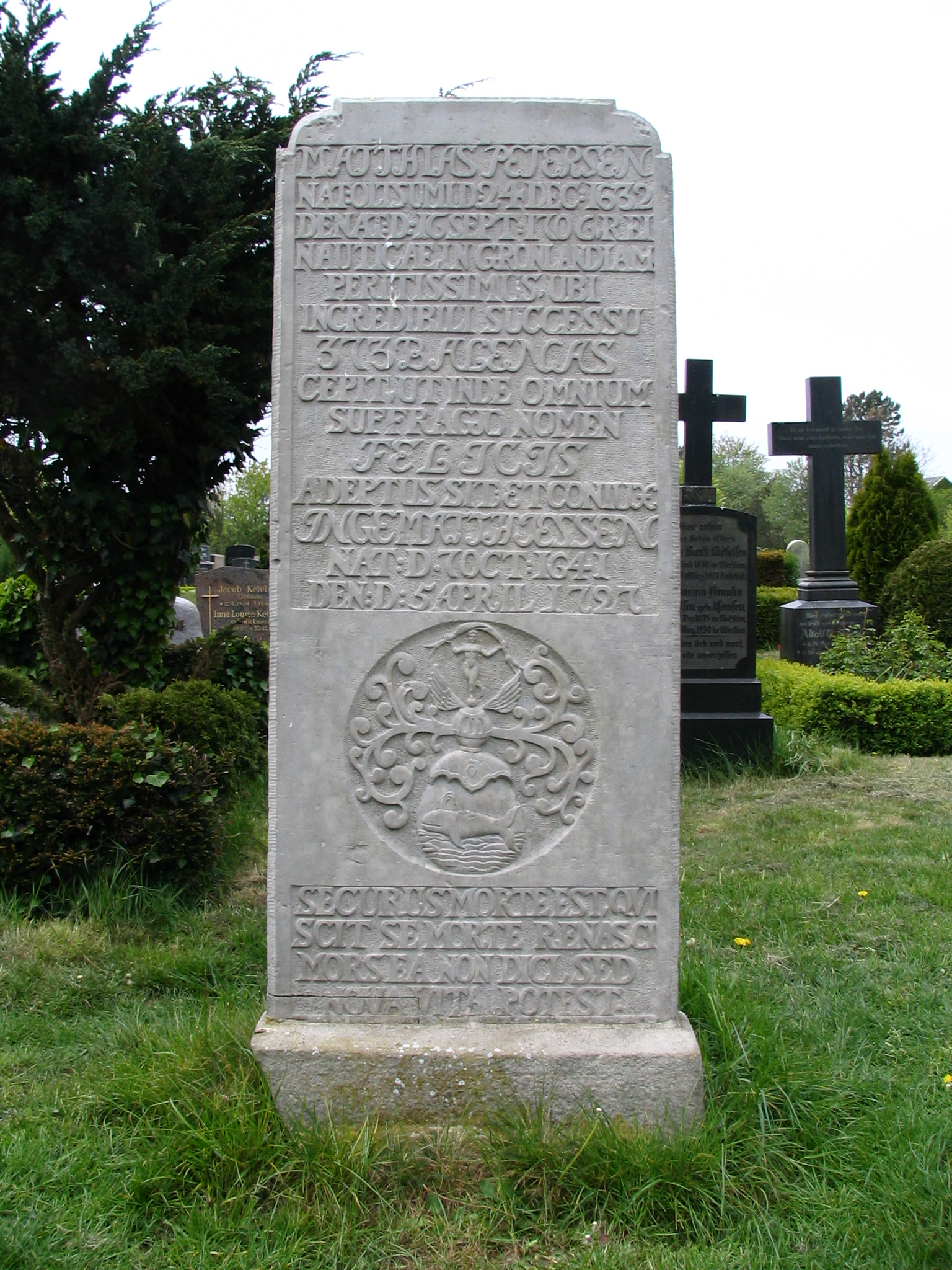
Grabstein des glücklichen Matthias
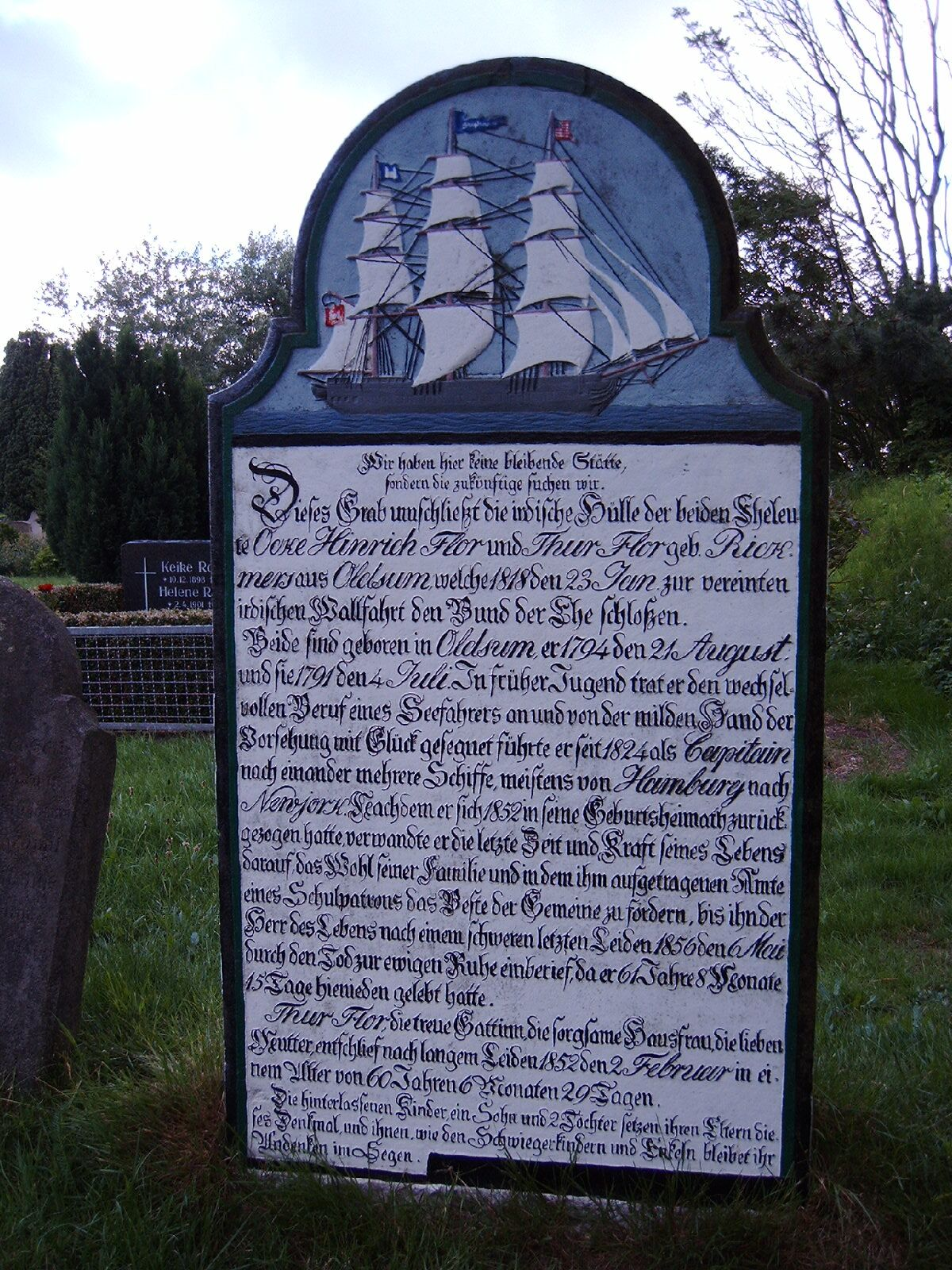
Grabstein der Eheleute Flor
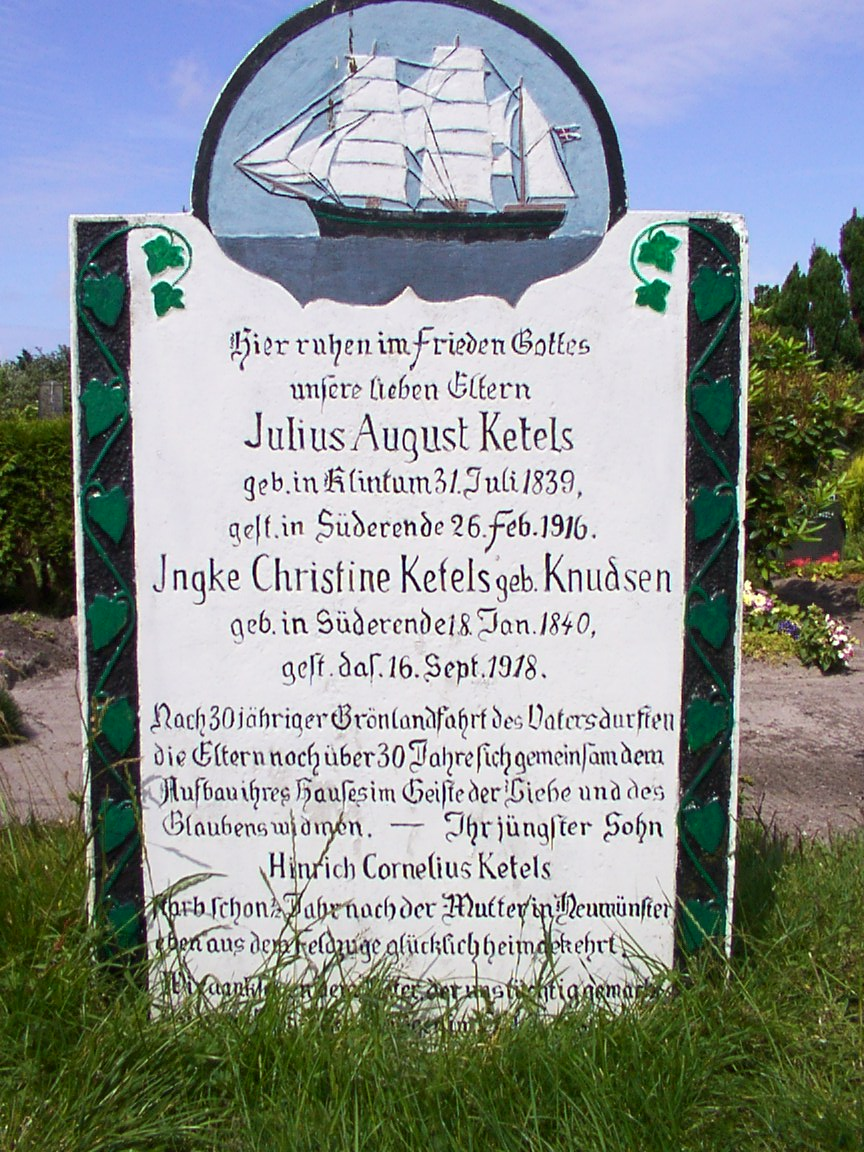
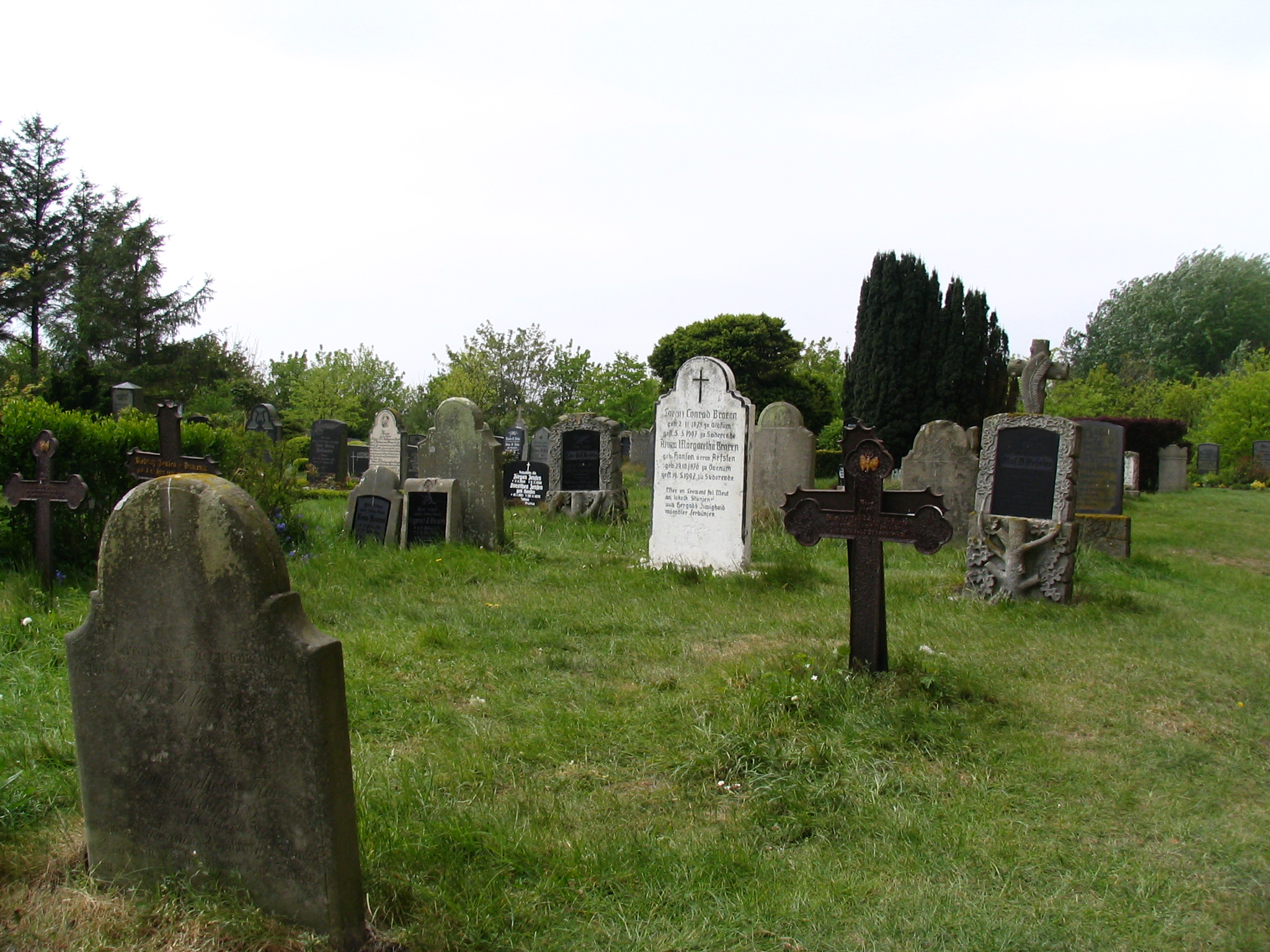
Blick über den Friedhof von St. Laurentii
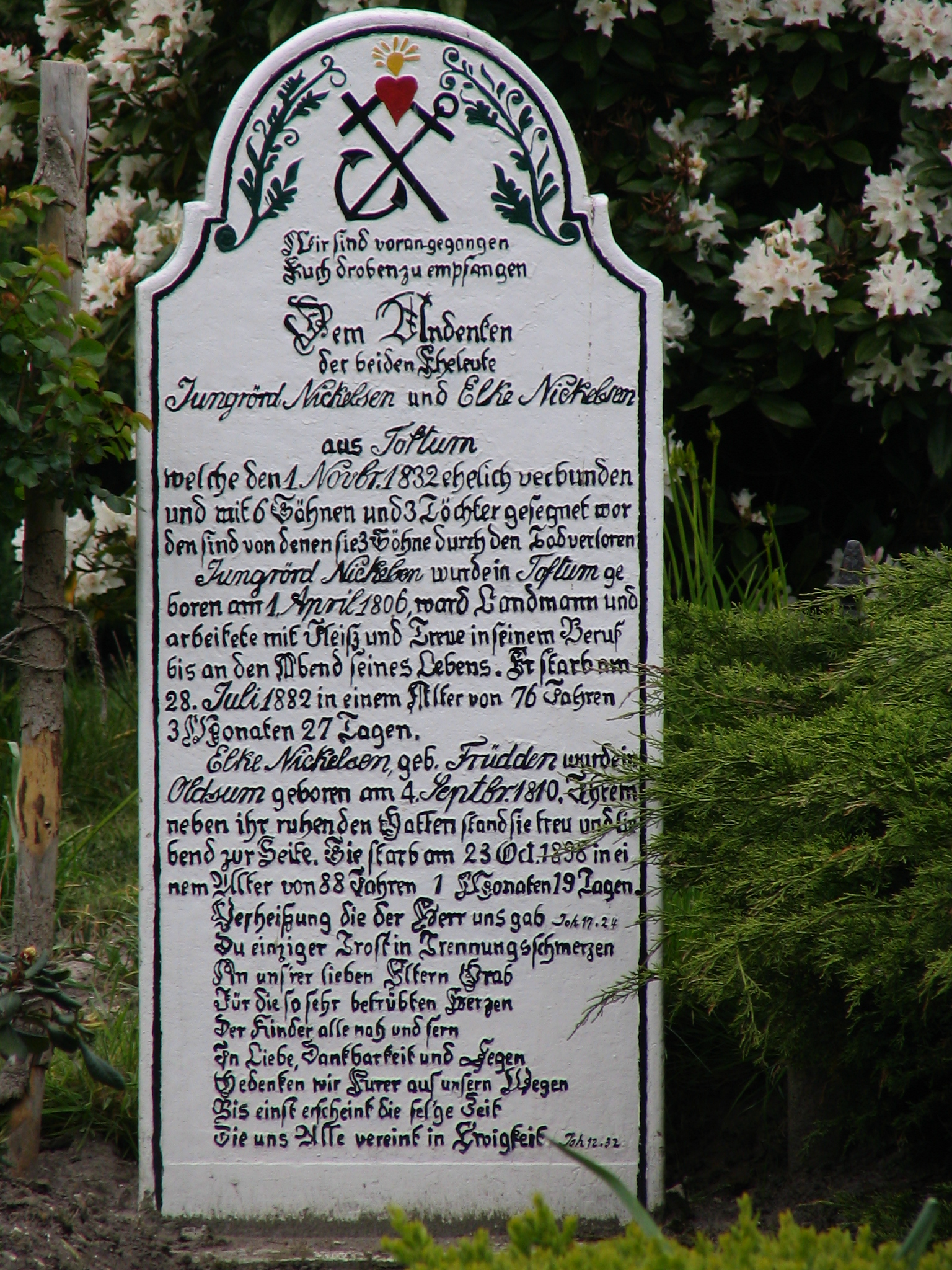
Grabstein der Eheleute Nickelsen
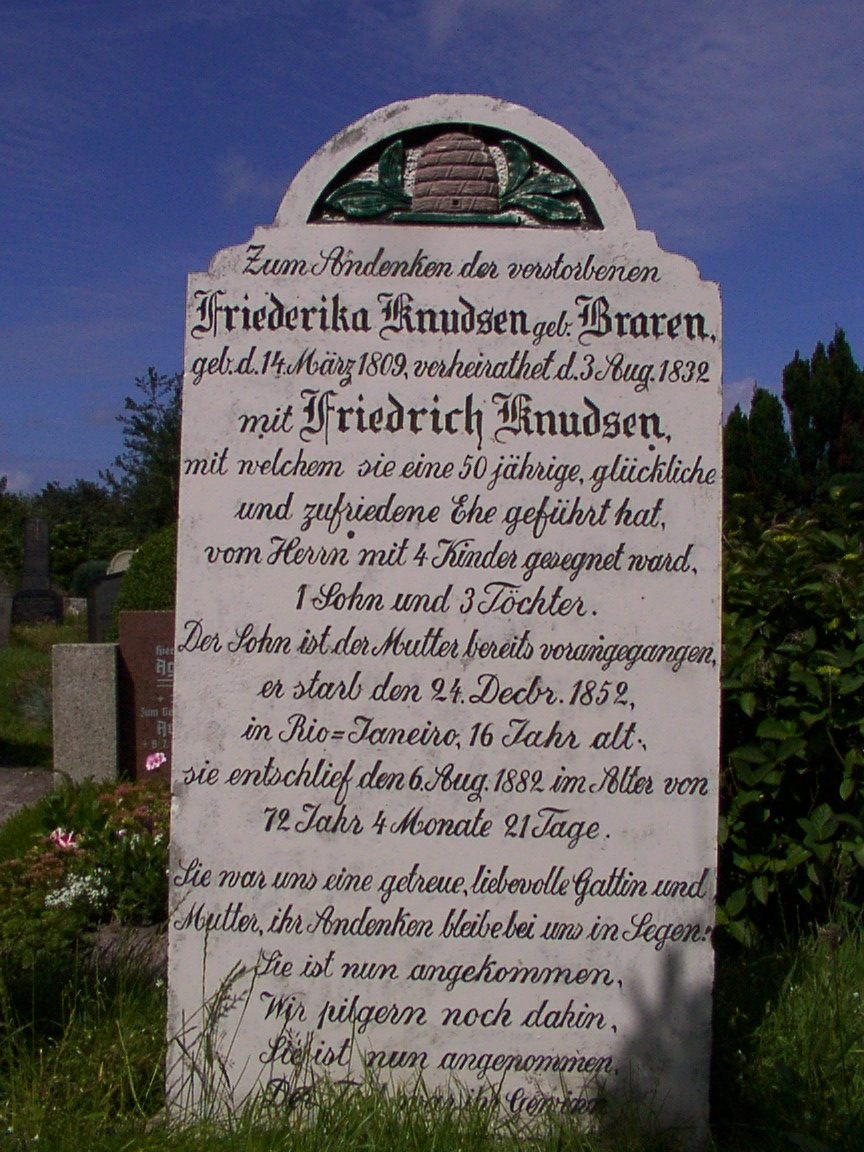
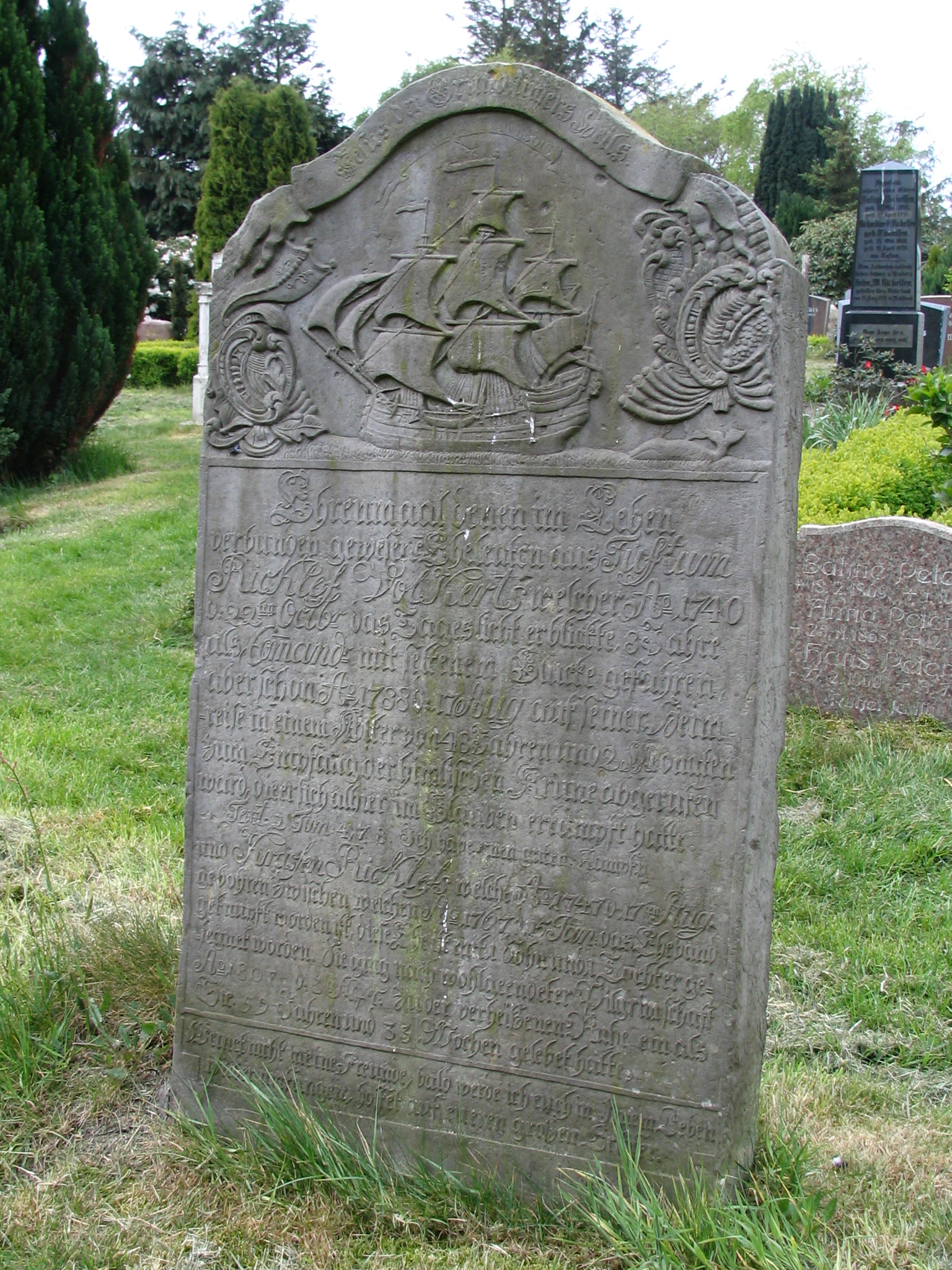
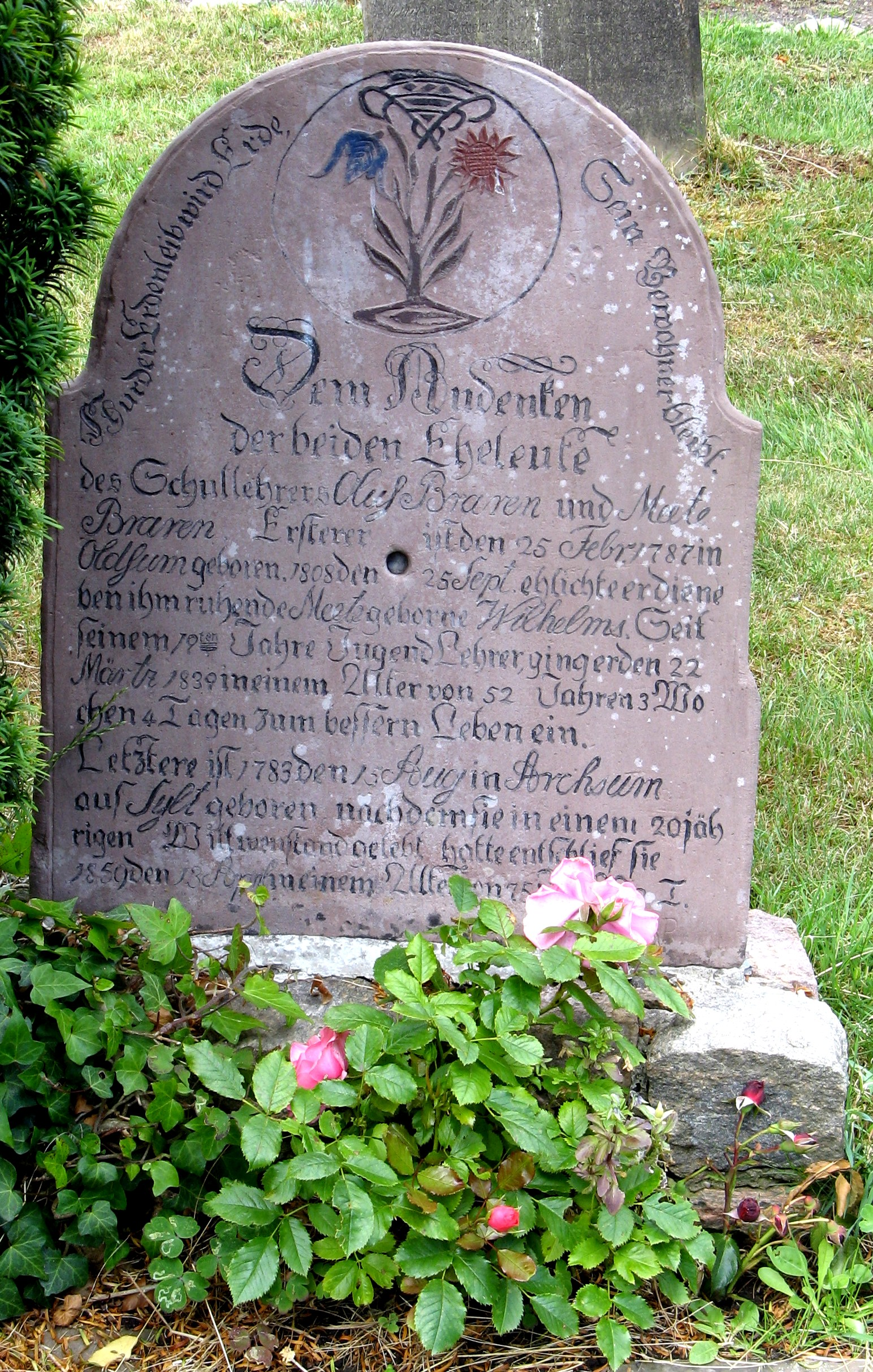
Grabstein des Malers Oluf Braren